# Żędowo
Żędowo – wieś w Polsce położona w województwie kujawsko-pomorskim, w powiecie nakielskim, w gminie Szubin.

## Podział administracyjny
Wieś Żędowo (Sodowo, Sandowo), należąca do klucza żnińskiego arcybiskupstwa gnieźnieńskiego, położona była w XVII wieku w powiecie kcyńskim województwa kaliskiego. W latach 1975–1998 miejscowość administracyjnie należała do województwa bydgoskiego.

## Demografia
Według Narodowego Spisu Powszechnego (III 2011 r.) liczyła 169 mieszkańców. Jest 27. co do wielkości miejscowością gminy Szubin.